# گوسفندانداز
گوسفند انداز یا کنده گوسفند انداز یکی از فنون کشتی آزاد است. برای اجرای این فن، کشتی‌گیر می‌بایست به پشت حریف رفته و در آغاز یک پای او را در اختیار بگیرد. بعد از اینکه کشتی‌گیر قادر شد حریف را از تشک جدا کند، با تاباندن او در حالتی قرار می‌گیرد که پشت حریف به تشک برخورد کند و خودش هم به آن مسلط گردد.